# Костермонгеры

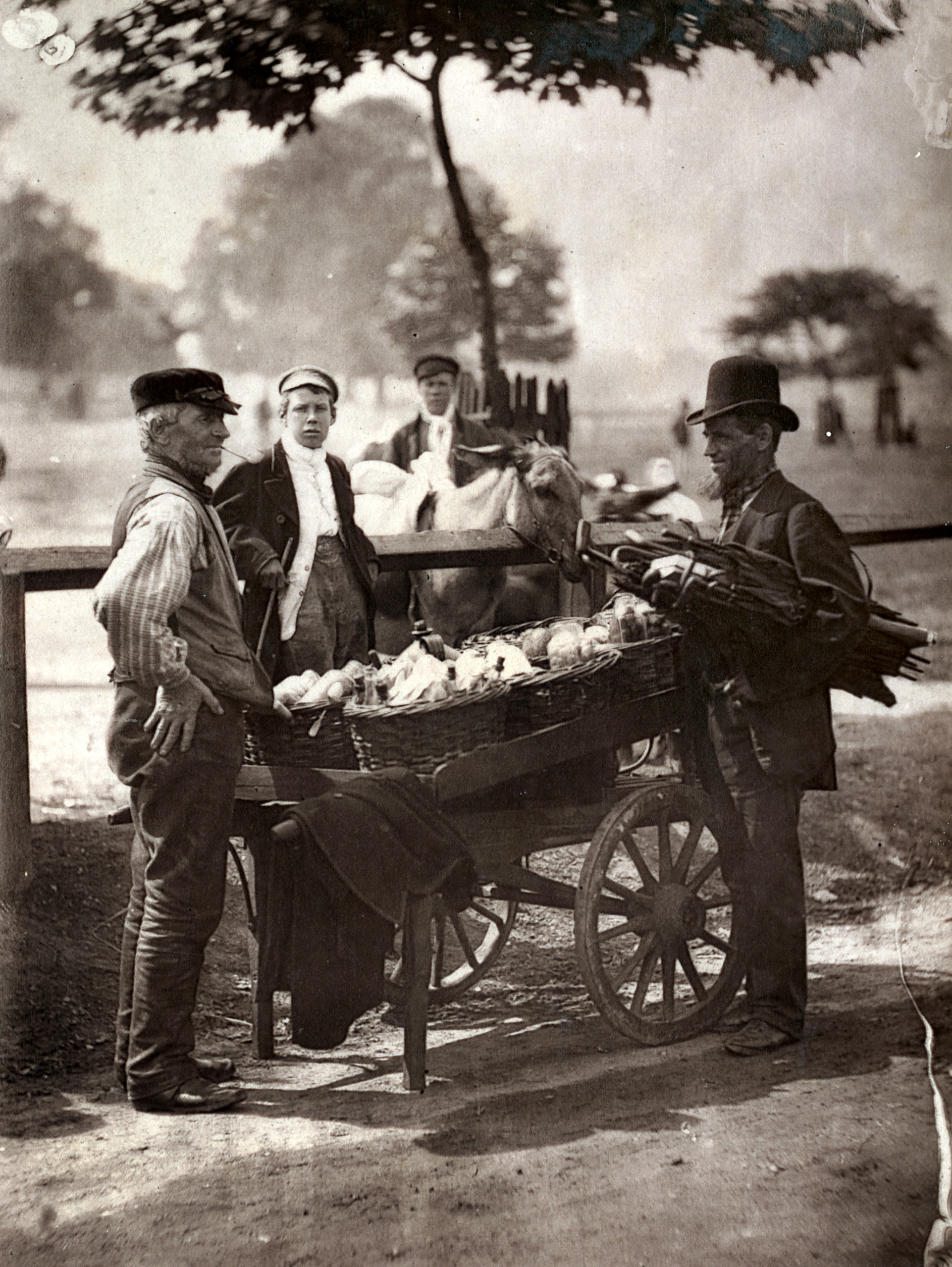
Зеленщики на одной из улиц Лондона, 1877 г.

Костермонгеры (англ. Costermonger, устоявшегося перевода на другие языки не существует) — лондонские уличные торговцы, продававшие в основном овощи, но также фрукты, рыбу и другие товары, составлявшие на протяжении длительного исторического периода особую социальную группу людей со своими традициями и обычаями и ставшие объектом внимания самых разных людей — от социологов до драматургов.

## Этимология и история
Название происходит от англ. monger (с англ. — «базарный торговец») и англ. coster — наименования ныне вымершего сорта яблок, широко распространённого, однако, в Средние века.
Считается, что костермонгеры впервые появились примерно в начале XVI века, наибольшей численности достигли в первой половине и середине XIX века (к 1860 году их численность оценивалась в 30 тысяч человек), но к концу того же столетия их численность стала сокращаться, а к началу 1960-х годов они окончательно исчезли.

## Характеристики

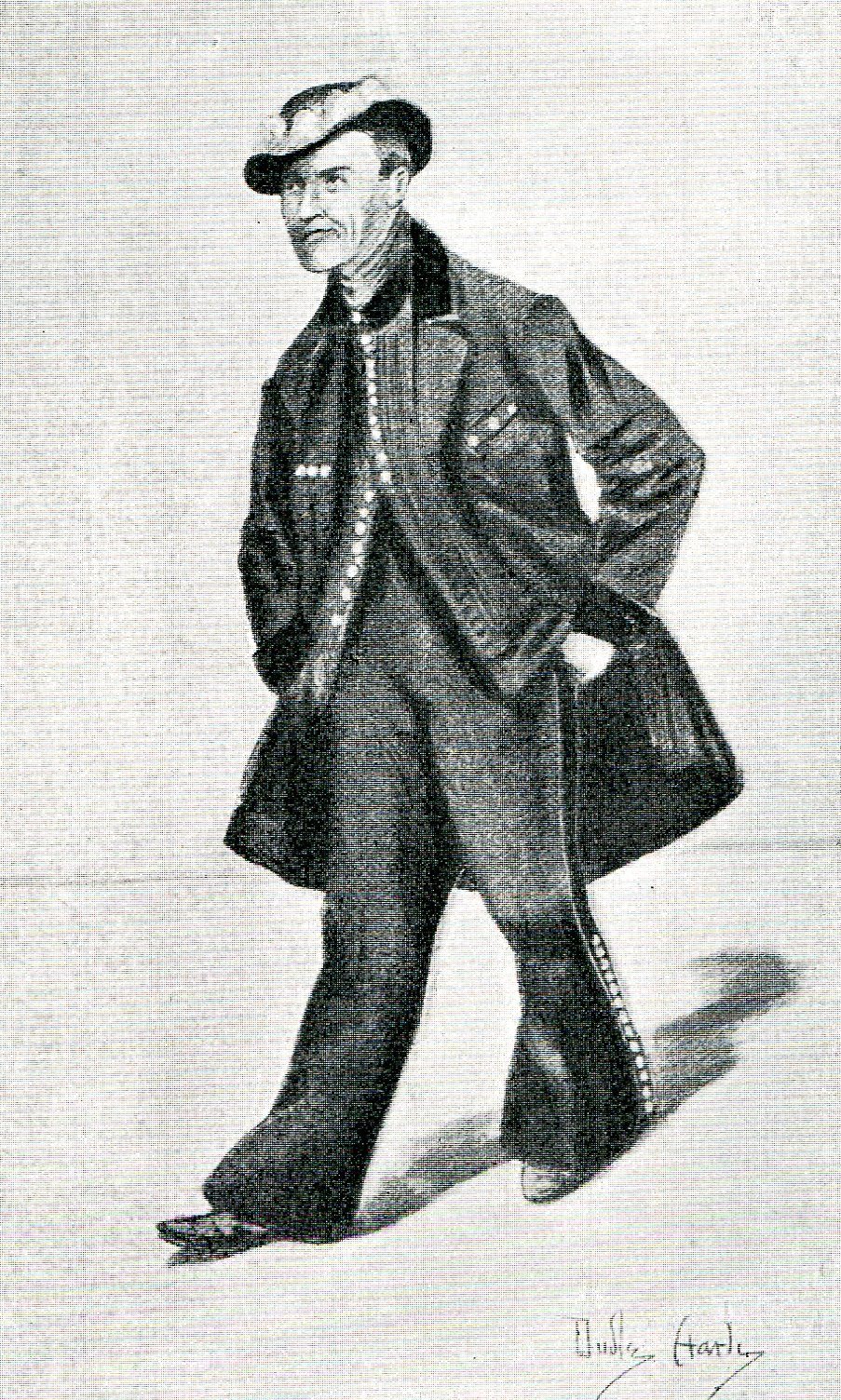
Актёр мюзик-холлов Альберт Шевалье в роли костермонгера, на нём одет праздничный костюм, прибл. 1890-е гг.

Торговлю костермонгеры обычно вели с лотков или развалов, но некоторые, называемые «хокерами», торговали прямо с носимых ими корзин.
Для костермонгеров было характерно носить красные шейные платки, по которым они могли легко узнать друг друга. Другой характерной чертой их одежды было украшение одежды с помощью перламутровых пуговиц, чем их было больше, тем выше считался статус носителя. Пуговицы пришивались вокруг карманов брюк и на головные уборы. Развитие данный обычай получил в 1885 году, когда некий молодой костермонгер, по имени Генри Крофт, обнаружил в одном из лондонских доков заброшенный корабль с грузом бесхозных перламутровых пуговиц. Следуя костеромнгерскому обычаю, Крофт стал нашивать пуговицы на свою одежду и шляпу-цилиндр. В итоге на одежду Крофта было нашито около 60 тысяч штук пуговиц, а общий вес костюма стал составлять 30 кг. Крофт также объявил, что отныне каждый район Ист-Энда будет считаться «перламутровым королевством», и провозгласил себя первым «перламутровым королём» (англ. pearly king). Сейчас в Лондоне проживает около пятидесяти «королей», передающих свои полномочия и титулы по наследству. Костюмы, как правило, тёмных цветов, и обильно украшенные пуговицами (как и мужчин, так и женщин), на данный момент являются праздничными, например, надеваются на проходящий в сентябре праздник урожая. Перламутровые «королевы» в дополнение к своему костюму носят широкополые шляпы с перьями. В праздничном костюме «перламутрового короля» в 1975 году вместе со своей семьёй был запечатлён английский футболист Бобби Мур на семейной фотографиий.

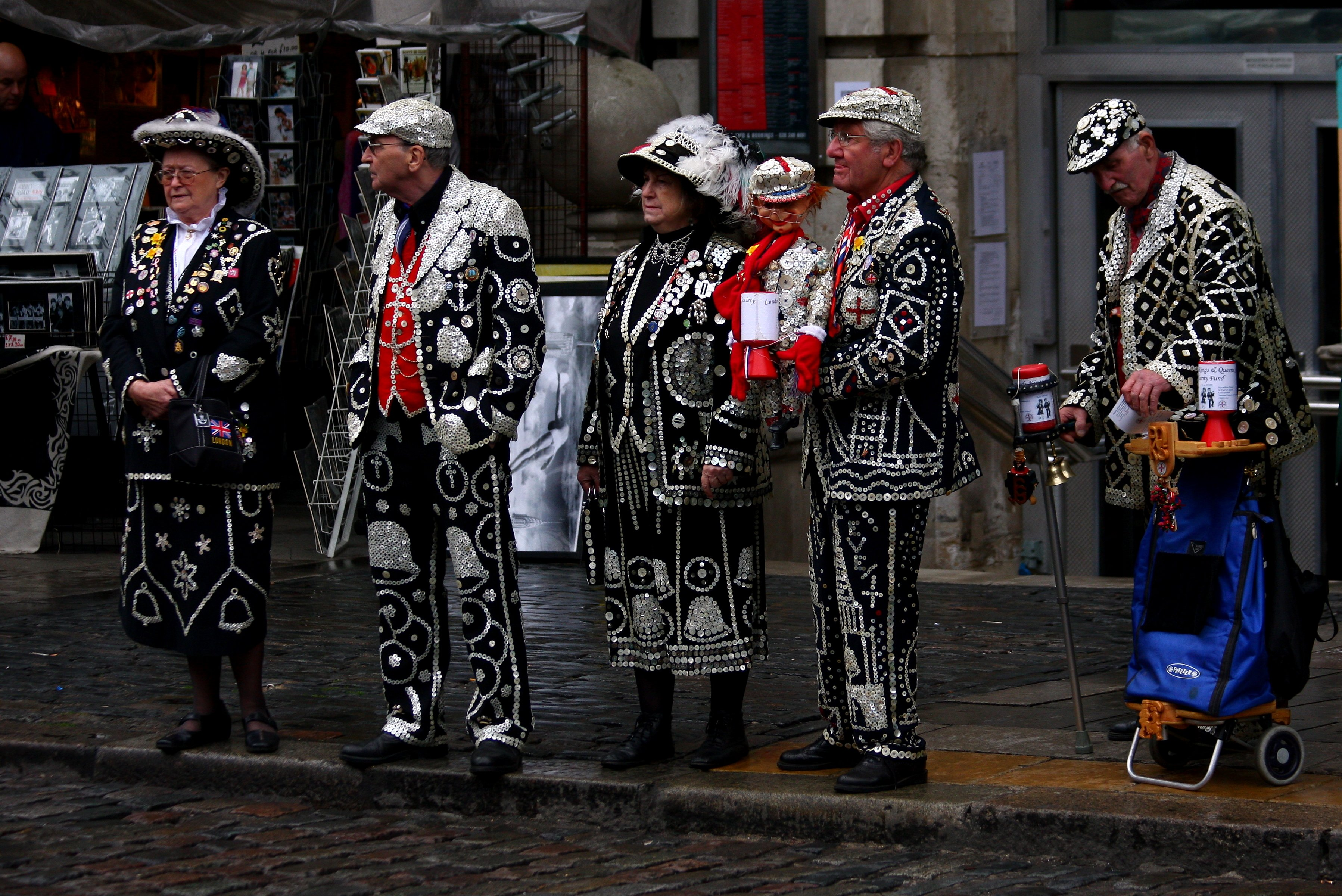
«Перламутровые короли» и «королевы», просящие на благотворительность, Ковент-Гарден, 2008 г.

У костермонгеров присутствовал собственный жаргон (аналогичная ситуация сложилась и у российских торговцев-офеней), различными специфическими традициями: например, особыми способами громкого зазывания покупателей, принципиальной враждебностью к полиции и представителям гражданских властей, всесторонней поддержкой друг друга (в среде костермонгеров запрещалась конкуренция и кражи друг у друга, а если у одного из них крали его товар уличные воры, то «коллеги» потерпевшего должны были помочь ему найти и убить обидчиков). Помимо поддержания порядка в криминализированном викторианском Ист-Энде, костермонгеры были обязаны помогать бедным и обездоленным, в частности, отдавая деньги на благотворительность (в частности, при создании института «преламутровых королей» объявил, что они будут использовать свою власть для сбора денег на благотворительные нужды сообщества)..
В среде костермонгеров, как сообщается, несмотря на декларируемое взаимное уважение, бытовала жестокость: нередки были поножовщина и убийства в ходе разборок, попойки, азартные игры, пренебрежение нормами общественной морали и всеми законами, в особенности законом об уличной торговле 1867 года, устройство «судов Линча» над теми людьми, которых они считали виноватыми перед ними (это относилось в первую очередь к уличным ворам и представителям властей, если те случайно попадали в их руки).

## В культуре
О костермонгерах писали ещё Шекспир и Кристофер Марло; значительное внимание уделил им в своих работах Генри Мэйхью, много писавший о лондонской бедноте. Жизнь и быт костермонгеров уже в конце XIX века стали популярной темой комических номеров и представлений в лондонских театрах.

### В литературе
- Как предполагается, образ дядюшки Выдры (англ. Mr Otter) в сказочной повести «Ветер в ивах» шотландского англоязычного писателя Кеннета Грэма, является пародией на стереотипный образ костермонгера.